# マルサンアイ
マルサンアイ株式会社は、味噌と豆乳を製造販売する食品メーカー。本社を愛知県岡崎市仁木町字荒下1番地に置く。
元々は味噌メーカーだったが、1980年代には豆乳飲料を発売して落語家・桂文珍をCMに起用し、「お豆のお乳（ちち） からだにえ〜よ〜」というフレーズとともに会社の知名度を全国に広げた。現在でも豆乳飲料では大手にして名古屋証券取引所メイン市場単独上場銘柄である。

## 沿革
- 1952年（昭和27年）- 愛知県岡崎市柱町において岡崎醸造株式会社を設立。
- 1961年（昭和36年）- 愛知県岡崎市柱町においてマルサン商事株式会社を設立。
- 1964年（昭和39年）- 岡崎醸造が岡崎マルサン株式会社に商号変更。
- 1972年（昭和47年）- 愛知県岡崎市仁木町に本社工場及びマルサン商事を移転。
- 1973年（昭和48年）- 愛知県岡崎市柱町に株式会社サン健康食品研究所を設立。
- 1974年（昭和49年）- サン健康食品研究所がマルサン健康食品株式会社に商号変更。
- 1979年（昭和54年）- マルサン健康食品がマルサン食品株式会社に商号変更。
- 1980年（昭和55年）- マルサン食品株式会社豆乳飲料工場設置、製造開始。
- 1983年（昭和58年）- 岡崎マルサンをマルサンアイ株式会社に商号変更。
- 1985年（昭和60年）- 米国ミシガン州に合弁会社アメリカン・ソイ・プロダクツINC.を設立。
- 1989年（平成元年）- 愛知県豊川市三蔵子町にマルサンフーヅ株式会社を設立。
- 1992年（平成4年）
  - 富山県中新川郡立山町の株式会社匠美（現・連結子会社）に資本参加。
  - 愛知県岡崎市仁木町にマルサンサービス株式会社を設立。
- 1993年（平成5年）
  - 富山県中新川郡立山町東大森に株式会社匠美の本社工場を建設し、移転。匠美を100％子会社化。
  - 愛知県岡崎市大門に大門工場を開設。
- 1995年（平成7年）- マルサンアイ株式会社とマルサン食品株式会社が合併。
- 1996年（平成8年）- マルサン商事株式会社とマルサンサービス株式会社が合併。
- 1997年（平成9年）
  - 富山県中新川郡立山町坂井沢に株式会社匠美の坂井沢工場を設置。
  - マルサンアイ株式会社がマルサンフーヅ株式会社を吸収合併。
- 2001年（平成13年）
  - 名古屋証券取引所市場第二部に上場。
  - 本社飲料工場及び関連部門においてISO 9001の認証取得を受ける。
- 2002年（平成14年）
  - 本社飲料工場が有機農産物加工食品製造業者の認定を受ける。
  - マルサンアイ株式会社がマルサン商事株式会社を吸収合併。
- 2003年（平成15年）- 長野県東筑摩郡筑北村の株式会社玉井味噌（現・連結子会社）の株式を取得し、資本参加。
- 2004年（平成16年）
  - 群馬県利根郡みなかみ町に関東工場（豆乳の製造）を開設。
  - 本社みそ工場においてISO 9001の認証取得を受ける。
- 2006年（平成18年）- 愛知県岡崎市仁木町に物流センター開設。
- 2013年（平成25年）- 米国ブルーダイヤモンド グロワーズ社との間でアーモンド飲料（アーモンドミルク）の製造と販売に関するライセンス契約を締結。「アーモンド・ブリーズ」シリーズの販売を開始。
- 2016年（平成28年）- マルサンアイ鳥取株式会社を設立。
- 2018年（平成30年）-「アーモンド・ブリーズ」シリーズの当社での販売を終了。同年3月よりポッカサッポロフード&ビバレッジでの販売に移行された。
- 2023年（令和5年）11月17日 - 本社みそ工場を2025年3月をもって閉鎖し、同工場で生産している味噌商品の大半を終売すると発表した。一部の味噌商品は子会社の玉井味噌、海外専用品は関連会社の海寧市裕豊醸造有限公司へ製造を移管する予定[1][2]。

## 社名の由来
創業時の岡崎醸造株式会社から、商品ブランド名である「マルサン」を社名に入れ、「岡崎マルサン株式会社」として再スタートしたのが1964年のこと。当時、中部地方で赤みそと白みそを合わせた「ミックスみそ」がヒット商品となったことが、商品ブランドと社名を一致させる良いきっかけとなった。その後、事業の全国展開が第一次豆乳ブーム（1983年）により実現し、社内募集で土地名の岡崎を取り「マルサンアイ株式会社」とした。
また、「マルサンアイ株式会社」の「アイ」には、愛知県の愛、お客様と商品を愛する愛、インターナショナルのI（アイ）と、岡崎の名は無くなったものの、地元に込める想い、国内外での事業展開などの意味を込めている。

## 事業所
本社及び本社工場、物流センター、関東工場、北海道営業所、東北支店、北関東支店、東京支店、北陸営業所、静岡支店、名古屋支店、大阪支店、広島支店、岡山支店、九州支店

## 子会社・関連会社
- 子会社
  - 株式会社匠美
  - 株式会社玉井味噌
  - 丸三愛食品商貿(上海)有限公司
  - マルサンアイ鳥取株式会社
  - マルサンアイ(タイランド)株式会社
- 関連会社
  - 海寧市裕豊醸造有限公司

## 主な商品
味噌商品に関しては一部を除き2025年3月までに終売する予定。
- 生みそ
  - カップシリーズ
  - ボトルシリーズ
  - ガセット・ピローシリーズ
  - ダンボールシリーズ
  - 業務用シリーズ
- 調理みそ
  - カンタンお料理みそ
  - スパウト調理みそ
  - 炒めソース
- 即席みそ
  - 生みそタイプ
  - フリーズドライタイプ
- 豆乳
  - 無調整豆乳
  - 調製豆乳
  - 豆乳飲料
  - ひとつ上の豆乳シリーズ
  - 豆乳グルト[3]
- 飲料
  - 清涼飲料水
  - ミネラルウォーター
- その他

など

## スポンサー番組
- 森田一義アワー 笑っていいとも!（東海テレビ放送、ちなみに1980年代は後半全国スポンサーについていた。）
- CBCニュースワイド（CBCテレビ）
- いい旅夢気分 (テレビ東京系列)
- TVチャンピオン（同上）
- 情報プレゼンター とくダネ!（フジテレビ系列）